# Butschmany
Butschmany (ukrainisch Бучмани; russisch Бучманы) ist eine Siedlung städtischen Typs in der ukrainischen Oblast Schytomyr mit etwa 750 Einwohnern (2017).
Die Ortschaft wurde 1947 gegründet und erhielt 1983 den Status einer Siedlung städtischen Typs.
Der größte Arbeitgeber der Siedlung ist eine torfverarbeitende Fabrik.
Butschmany liegt etwa 130 km nordwestlich vom Oblastzentrum Schytomyr und 35 km südöstlich vom ehemaligen Rajonzentrum Olewsk. Nördlich der Ortschaft verläuft die Fernstraße M 07 / E 373.
Am 25. Juli 2016 wurde die Siedlung zum Zentrum der neugegründeten Landgemeinde Bilokorowytschi, bis dahin war sie Teil der Landratsgemeinde Bilokorowytschi im Südosten des Rajons Olewsk.
Am 17. Juli 2020 kam es im Zuge einer großen Rajonsreform zum Anschluss des Rajonsgebietes an den Rajon Korosten.